# Deorbitacja
Deorbitacja – sprowadzenie statku kosmicznego z orbity w gęste warstwy atmosfery. Początek deorbitacji powoduje praca silnika rakietowego o wstecznym ciągu, czyli o ciągu ze zwrotem przeciwnym do zwrotu prędkości statku kosmicznego. Impuls całkowity silnika rakietowego niezbędny do inicjacji deorbitacji zależy od masy statku kosmicznego i wysokości orbity.
Celem deorbitacji może być bezpieczne lądowanie statku kosmicznego na ziemi lub wodowanie na wodzie:
- wahadłowiec kosmiczny
- lądownik statku Sojuz
- kapsuły statku kosmicznego Merkury, Gemini i Apollo

lub spalenie statku kosmicznego w gęstych warstwach atmosfery:
- amerykańska stacja kosmiczna Skylab
- kosmiczny statek transportowy Progress
- rosyjska stacja kosmiczna Mir

## Deorbitacja w programie Merkury

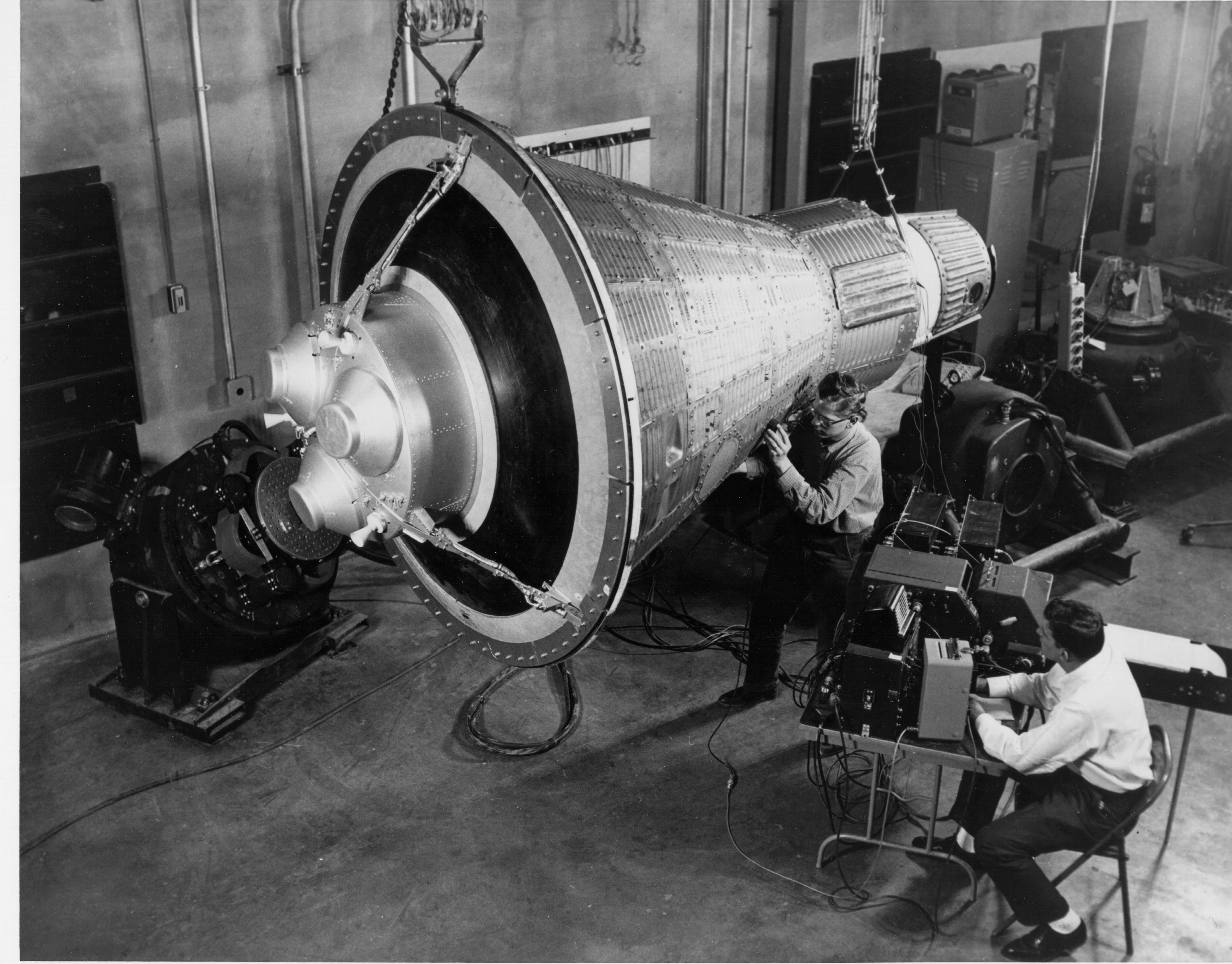
Kapsuła Merkury

Do deorbitacji kapsuły Merkury służyły trzy silniki hamujące na paliwo stałe, pracowały 10 sekund po czym zostawały odrzucane odsłaniając osłonę cieplną. Odpalenie silników ustawionych w kierunku przeciwnym do kierunku ruchu kapsuły spowalniało ją, dzięki czemu obniżała swój lot by w efekcie wejść w górne warstwy atmosfery i rozpocząć hamowanie aerodynamiczne.
Na wysokości 6400 metrów otwierał się spadochron hamujący, dodatkowo spowalniając lot. Spadochron główny otwierał się na wysokości 3000 metrów. By zmniejszyć przeciążenie w chwili uderzenia w wodę, kapsuła była wyposażona w perforowaną poduszkę powietrzną z włókna szklanego zamontowaną między kapsułą a osłoną termiczną. Pod wpływem ciężaru odrzucanej osłony termicznej rozkładała się tuż przed wodowaniem i zasysała powietrze. Dzięki temu, w chwili uderzenia w wodę na astronautę działało przeciążenie 15 g, a bez niej osiągałoby nawet 50 g.
Do ochrony kapsuł początkowo stosowano berylowe osłony termiczne. Później jednak zmieniono je na bardziej efektywne osłony ablacyjne. Również kolor kapsuły podyktowany był ochroną termiczną. Dzięki matowej czerni łatwo oddawały ciepło.

## Deorbitacja w programie Gemini
Program Gemini był mostem łączącym programy Merkury i Apollo.
Kapsuła użyta w tym programie służyła między innymi do doskonalenia deorbitacji.
Statek kosmiczny Gemini składał się z modułu załogowego (reentry module) i  adaptera (adapter module). Przed wejściem do atmosfery statek kosmiczny był orientowany większą podstawą (adapterem) w kierunku ruchu. Przy podstawie adaptera o mniejszej średnicy przedłużeniem był moduł załogowy. Natomiast przy podstawie o większej średnicy znajdowało się 10 silników systemu (OAMS) Orbit Attitude and Maneuver System.  Część adaptera z silnikami OAMS przed wejściem do atmosfery była odłączana i odrzucana odsłaniając cztery silniki rakietowe na paliwo stałe o ciągu wynoszącym 11 070 N każdy. Uruchomienie tych silników rozpoczynało hamowanie kapsuły, a w konsekwencji deorbitację. Następnie zostawała odłączana i odrzucana pozostała część adaptera odsłaniając osłonę cieplną przy podstawie modułu załogowego.

## Deorbitacja stacji Mir
W przypadku likwidacji rosyjskiej stacji kosmicznej Mir, manewr wyhamowania prędkości i deorbitacji nastąpił na skutek zadziałania silników statku kosmicznego Progress M1-5, który był przyczepiony do stacji Mir.

## Deorbitacja statku kosmicznego Sojuz
Deorbitacja rosyjskiego statku kosmicznego Sojuz wygląda podobnie jak deorbitacja amerykańskiego statku kosmicznego Merkury. Po odłączeniu lądownika i modułu serwisowego od modułu orbitalnego, w ściśle uprzednio zaplanowanym punkcie na orbicie uruchamiane są silniki hamujące modułu serwisowego statku Sojuz. Po wypaleniu paliwa i zainicjowaniu deorbitacji moduł serwisowy jest odrzucany.

Animacja deorbitacji statku kosmicznego Sojuz TK-2
Obecnie moduł orbitalny Sojuza jest odrzucany po zapłonie hamującym. Jest to działanie wprowadzone po anomaliach z powrotem pojazdu Sojuz TM-5 w 1988.

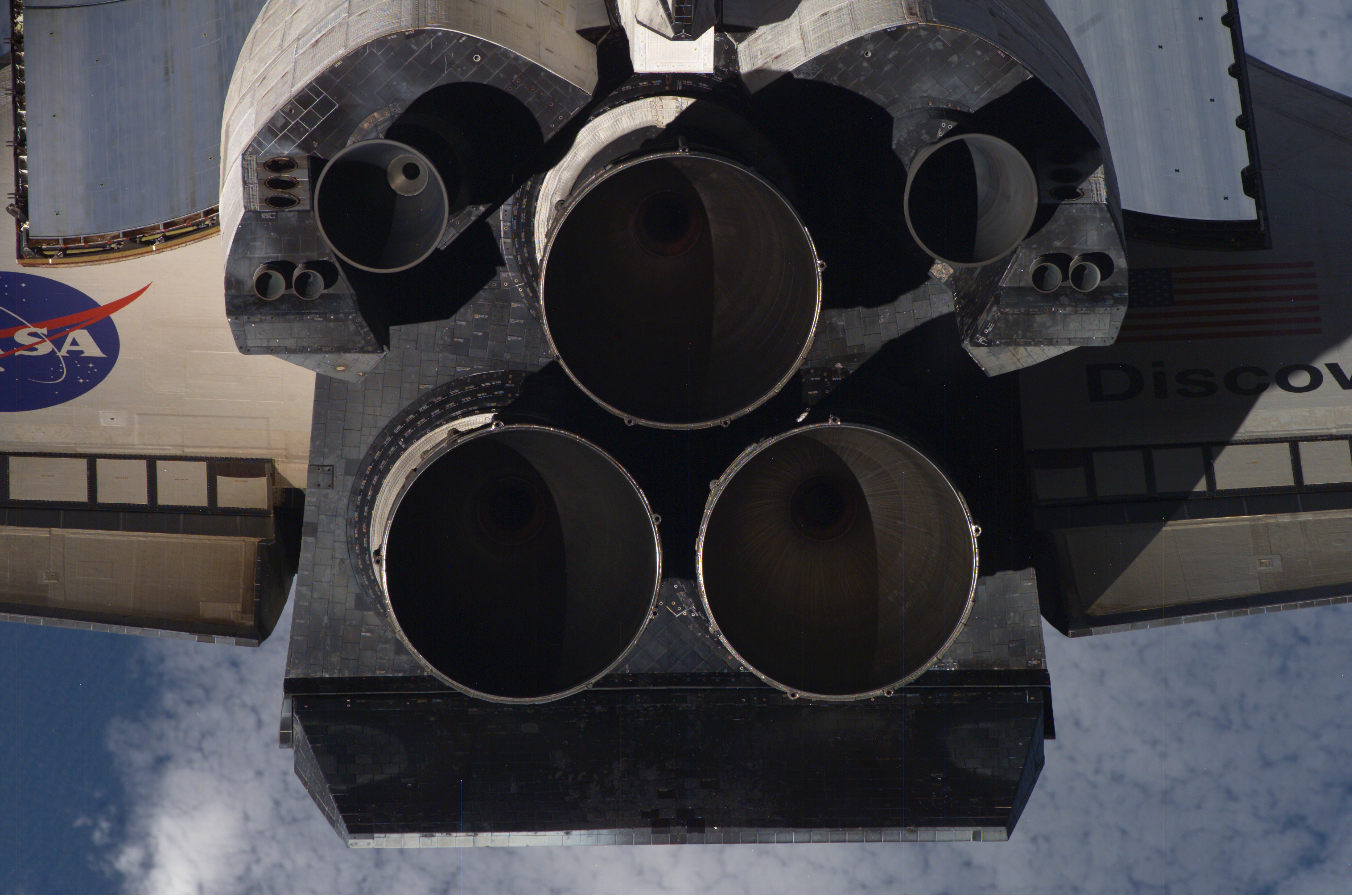
Zbliżenie tylnej części wahadłowca Discovery, wraz z widocznymi silnikami manewrowymi OMS

## Deorbitacja wahadłowca
Do operacji deorbitacji wahadłowca były używane obydwa silniki manewrowe OMS. Dane do deorbitacji były opracowane na Ziemi i przesyłane do komputerów pokładowych (GPC) poprzez kanał transmisji danych. Przed uruchomieniem silników manewrowych załoga ustawiała wahadłowiec za pomocą systemu sterowania reakcyjnego tyłem w kierunku ruchu. 2,5 minutowa praca silników manewrowych OMS inicjowała deorbitację. Następnie załoga za pomocą systemu sterowania reakcyjnego, sterując ręcznie, ustawiała wahadłowiec w położeniu prawidłowym do wejścia w atmosferę, dziobem w kierunku ruchu.